# Tommy Nielsen
Tommy Nielsen (* 11. November 1967 in Præstevænget, Faxe) ist ein ehemaliger dänischer Radrennfahrer.

## Sportliche Laufbahn
Nielsen war Teilnehmer der Olympischen Sommerspiele 1988 in Seoul. Im olympischen Straßenrennen wurde er beim Sieg von Olaf Ludwig als 71. klassiert.
1987 wurde er im Rennen der UCI-Straßen-Weltmeisterschaften 9. 1988 kam er bei den nationalen Meisterschaften im Straßenrennen beim Sieg von Peter Meinert Nielsen auf den 3. Platz.